# Angraecum andringitranum
Angraecum andringitranum är en orkidéart som beskrevs av Rudolf Schlechter. Angraecum andringitranum ingår i släktet Angraecum och familjen orkidéer. Inga underarter finns listade i Catalogue of Life.